# Palais du Peuple
El Palais du Peuple (en español: Palacio del Pueblo) es un edificio sede de la Asamblea Nacional de Guinea, que alberga también eventos importantes de la ciudad de Conakri, capital de la República de Guinea. Se encuentra en el istmo que une la antigua isla de Tombo con la península de Kamayenne (o península de Kaloum). Fue construido en 1967 con la colaboración de la República Popular de China. En 2008, el edificio fue reformado con motivo de los festejos del 50 aniversario de la independencia de la República de Guinea. Con posterioridad, aunque han seguido celebrándose actividades en él y mantiene su carácter emblemático por ser la única sala de espectáculos del país, el edificio ha caído en un estado de abandono.
Frente a su fachada principal, al otro lado de una extensa explanada, se encuentra el monumento del 22 de noviembre de 1970.